# Берёзовка (посёлок, Альметьевский район)
 Берёзовка  — поселок в Альметьевском районе Татарстана. Входит в состав Борискинского сельского поселения.

## География
Находится в юго-восточной части Татарстана на расстоянии приблизительно 36 км на запад-северо-запад от районного центра города Альметьевск вблизи автомобильной дороги Казань-Оренбург.

## История
Основан в 1930-х годах, первоначальное название посёлок 3-го отделения совхоза «Первомайский», нынешнее название с 1959 года.

## Население
Постоянных жителей было: в 1958—132, в 1979—301, в 1989—167, в 2002—215 (русские 72 %), 193 в 2010.